# Sant Martí de Tentellatge
Sant Martí de Tentellatge és l'església parroquial de la caseria de Tentellatge que forma part de l'Inventari del Patrimoni Arquitectònic Català de Navès (Solsonès).
S'hi accedeix des de la carretera C-26 (de Solsona a Berga). Al km. 125,8 (42° 02′ 01″ N, 1° 40′ 56″ E / 42.033482°N,1.682355°E) una curta pista hi mena. Està ben senyalitzada direcció "Sant Martí de Tentellatge".

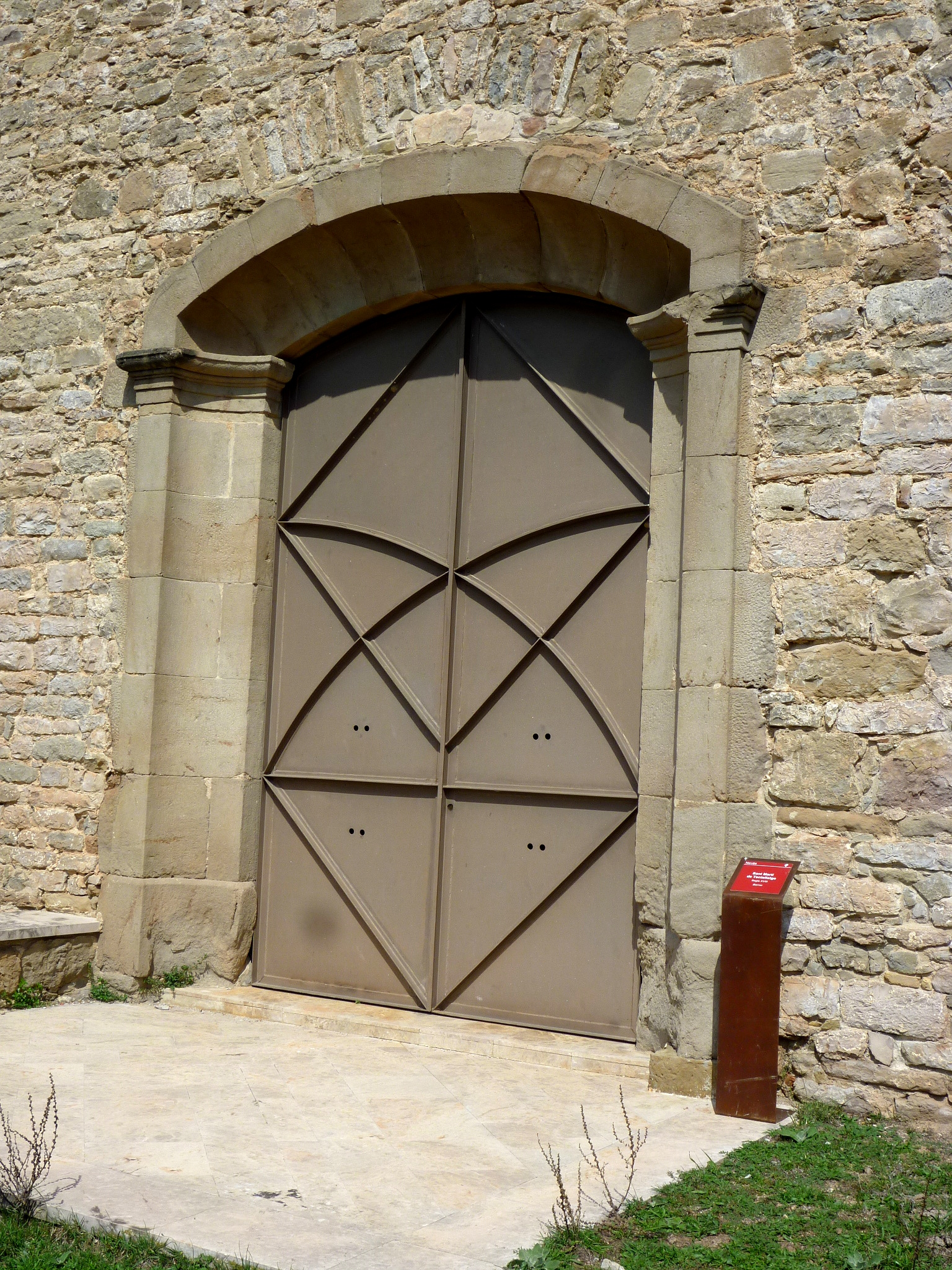
Portada

## Descripció
L'església és de planta rectangular amb teulada a dos vessants i orientada a llevant.
Té adjunta una construcció que semblen les restes (tres parets, manca l'absis) de la primitiva església, romànica. Té un gran campanar de tres cossos, la part superior amb parament de pedres tallades i en fileres. La porta es troba a la cara est i és de tipus clàssic, amb un petit ull de bou al damunt. El parament és de carreus irregulars units amb morter. Les cantonades del campanar són de pedra picada i tallada.
Conserva un retaule del segle xviii de Josep Pujol i Juhí.
És sufragània de l'església de Sant Feliu de Lluelles.